# Cara Delevingne
Cara Jocelyn Delevingne (/ˈkɑːrə dɛləˈviːn/, sinh ngày 12 tháng 08 năm 1992), là một siêu mẫu thời trang kiêm diễn viên người Anh. Cô đã giành giải Người mẫu của năm tại Giải thưởng Thời trang Anh Quốc năm 2012 và 2014.
Cara bắt đầu sự nghiệp diễn xuất của mình với một vai nhỏ trong bộ phim chuyển thể năm 2012 của Anna Karenina của Joe Wright. Các vai diễn đáng chú ý nhất của cô bao gồm Margo Roth Spiegelman trong bộ phim bí ẩn lãng mạn Những thành phố giấy (2015), Enchantress trong bộ phim chuyển thể từ truyện tranh Biệt đội cảm tử (2016) và Laureline trong Luc Besson's Valerian and the City of a Thousand Planets (2017).

## Tiểu sử
Cara Jocelyn Delevingne sinh ngày 12 tháng 8 năm 1992, tại Hammersmith, Luân Đôn, Vương quốc Anh. Cô là con gái của nhà tạo mẫu Pandora Anne Delevingne (nhũ danh Stevens) và nhà phát triển bất động sản Charles Hamar Delevingne. Cô lớn lên ở Belgravia, Luân Đôn. Cô có hai chị gái, Chloe và Poppy Delevingne, và một người anh cùng cha khác mẹ, Alex Jaffe. Mẹ đỡ đầu của cô là nữ diễn viên Joan Collins. Cara theo học Trường Nữ sinh Francis Holland ở trung tâm Luân Đôn cho đến năm 16 tuổi trước khi chuyển đến Trường Bedales ở Steep, Hampshire. Cô ấy mắc chứng khó thở và thấy trường học là một thử thách. Vào tháng 6 năm 2015, trong một cuộc phỏng vấn với Vogue, Cara đã nói về cuộc chiến của cô với chứng trầm cảm khi cô 15 tuổi: "Tôi đã phải đối mặt với một làn sóng trầm cảm lớn, lo lắng và tự căm ghét bản thân, nơi mà cảm giác đau đớn đến mức tôi sẽ đánh gục mình, đâm đầu vào một cái cây để cố gắng hạ gục bản thân". Năm 16 tuổi, sau khi hoàn thành chương trình giáo dục GCSE, cô chuyển đến Trường Bedales ở Hampshire để tập trung vào kịch và âm nhạc. Sau một năm, cô bỏ học và theo chị gái Poppy làm người mẫu.

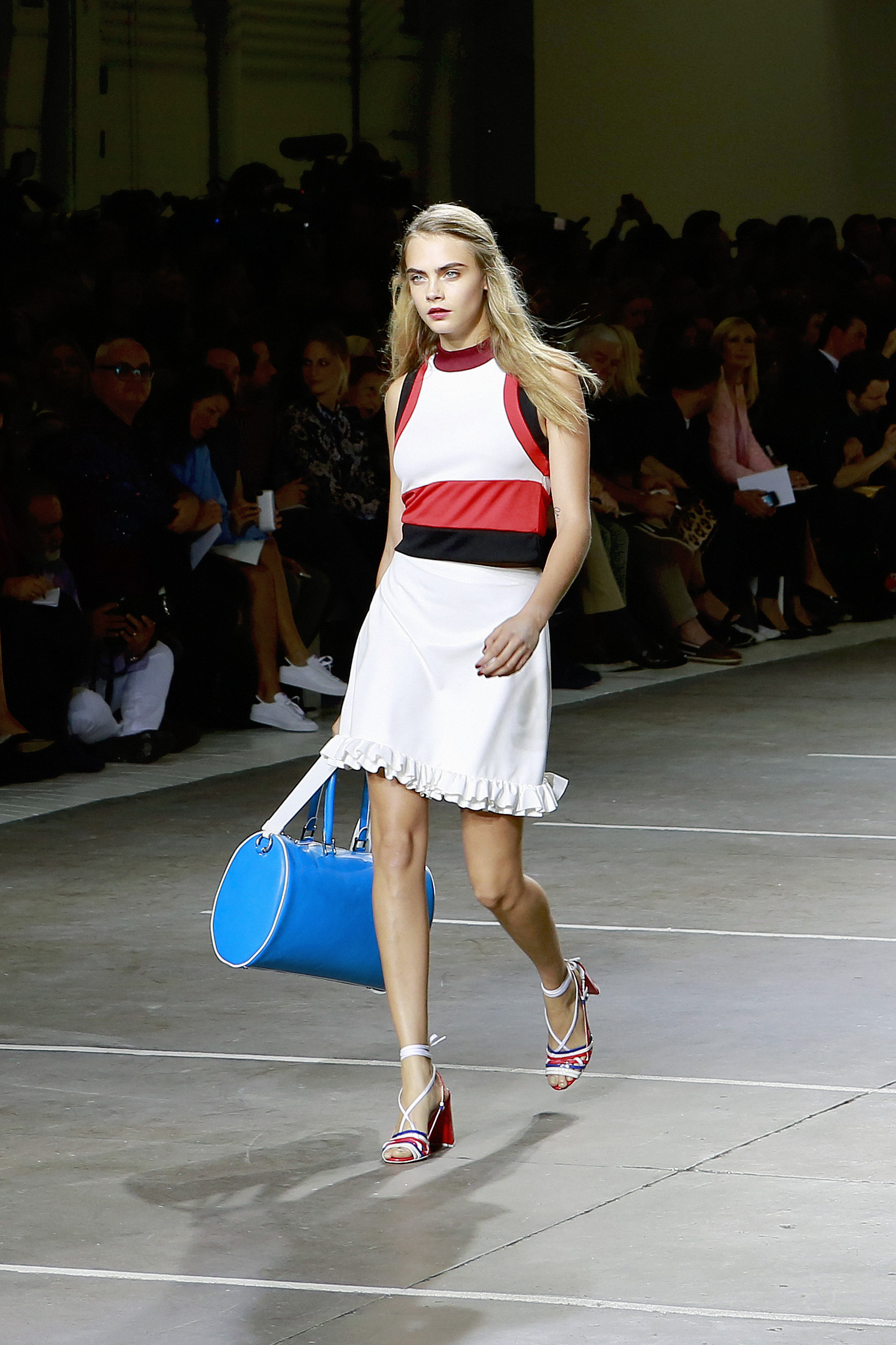
Cara Delevingne tại LFW SS15

## Sự nghiệp

### Người mẫu
Cara Delevingne ký hợp đồng với Storm Model Management năm 2009 và làm người mẫu cho fashion show của Clements Ribeiro và Burberry năm 2010.
Năm 2011, Cara Delevingne tham gia chiến dịch quảng cáo Xuân / Hạ của Burberry năm 2011. Sau đó, Cara trở thành gương mặt đại diện của chiến dịch Xuân / Hạ Burberry năm 2012 được chụp hình bởi Mario Testino cùng với diễn viên Eddie Redmayne.
Xuất thân từ một gia đình danh giá, Cara Delevingne đã bắt đầu sự nghiệp người mẫu lúc cô còn nhỏ - Cara xuất hiện lần đầu trên tạp chí Vogue Ý năm 10 tuổi, làm người mẫu cho quảng cáo của Cadbury. Cô là người mẫu đại diện cho chiến dịch Burberry Beauty cùng với hai người bạn là người mẫu Anh Edie Campbell và Jourdan Dunn.
Cara Delevingne từng tham gia vào chiến dịch quảng cáo của những hãng thời trang lớn khác như BST Authentic của H&M (2011), Dominic Jones Jewellery (2012), Blumarine, Zara, Chanel và Topshop. Cara được tạp chí British Vogue gọi là "gương mặt ngôi sao" của những show diễn mùa Thu / Đông 2012 / 2013, diễn catwalk cho những nhãn hiệu như Shiatzy Chen, Moschino, Jason Wu, Oscar de la Renta, Burberry, Dolce & Gabbana, Fendi, Stella McCartney, Dsquared và Chanel. Cara đã 3 lần duyên dáng xuất hiện trên trang bìa tạp chí Vogue UK bao gồm bìa phụ năm 2011, Vogue (Hàn Quốc, Úc, Brazil, Nhật Bản, Ý, Bồ Đào Nha), tạp chí LOVE, tạp chí i-D, Russh, Jalouse và ấn phẩm mùa xuân của trang Style.com. Thêm vào đó, cô lên trang bìa cho tạp chí W số tháng 9 năm 2013. Cara đã trình diễn catwalk cho show diễn của Victoria's Secret năm 2012 và 2013. Cô đồng thời là gương mặt đại diện của chiến dịch Chanel's Resort 2013 cùng người mẫu Hà Lan Saskia de Brauw. Bên cạnh đó, cô cũng trở thành gương mặt của DKNY cuối năm 2012. Vào ngày 6 tháng 9 năm 2014 cô được chọn làm người phát ngôn ủng hộ cho Penshoppe, một nhãn hiệu quần áo của Phillipin...
Năm 2012 và 2014, Cara Delevingne được trao giải "Người Mẫu Của Năm" tại Giải thưởng Thời trang Anh Quốc.

### Diễn xuất
.

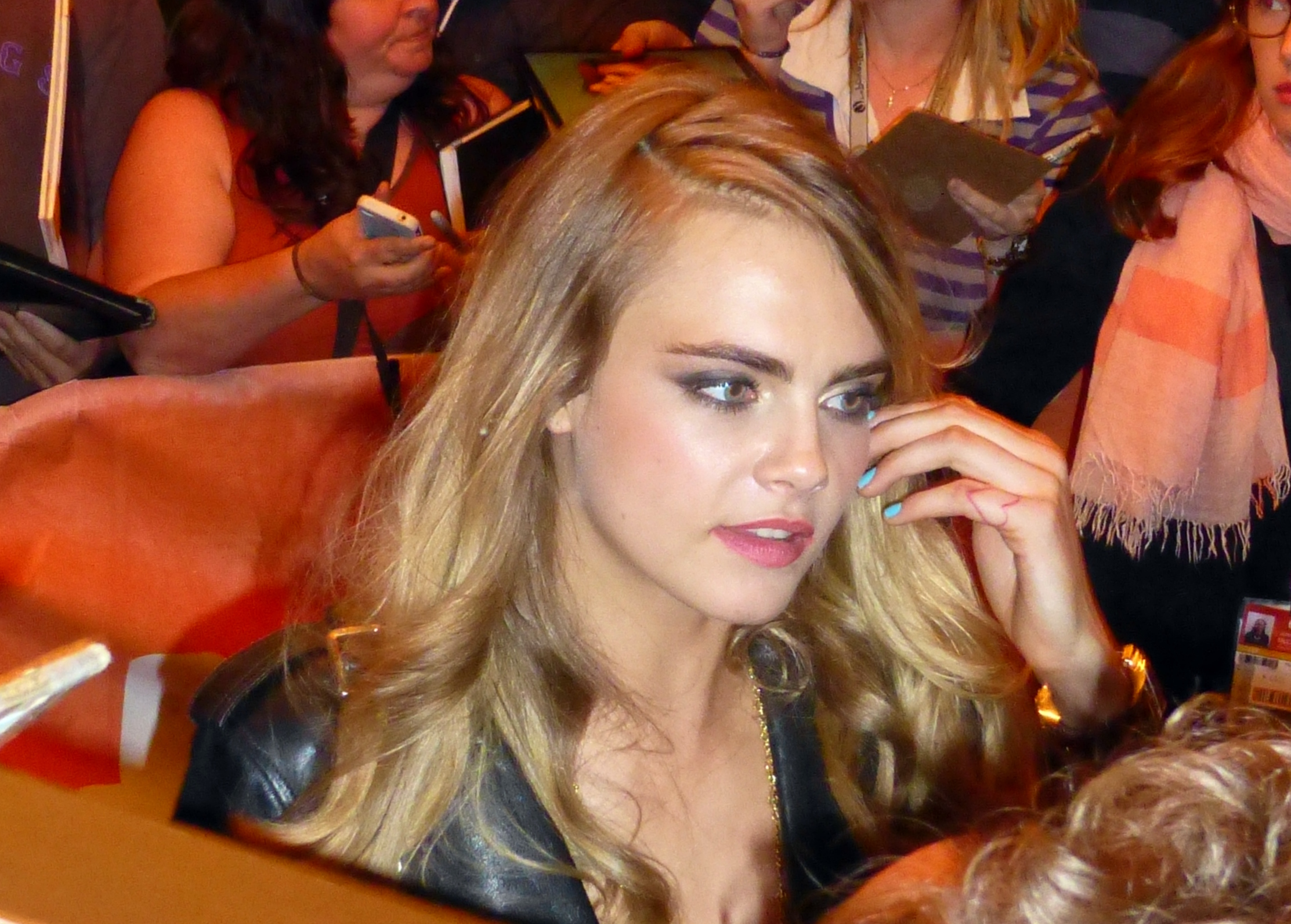
Cara Delevingne tại Liên hoan Phim Quốc tế Toronto năm 2014 trong buổi công chiếu phim The Face of an Angel

Cara Delevingne có một vai diễn nhỏ trong bộ phim dựa trên nhân vật Anna Karenina năm 2012 - công chúa Sorokina. Năm 2013, cô lồng tiếng cho trạm Radio FM Non-Stop-Pop trong trò chơi điện tử Grand Theft Auto V. Cô diễn xuất trong bộ phim kinh dị The face of an Angel (2014). Tháng 4 năm 2014, có thông báo rằng cô đảm nhận nhân vật Henrietta trong bộ phim tình cảm lãng mạn Tulip Fever. Cô cũng đóng vai nàng tiên cá trong bộ phim Pan (2015). Ngày 16 tháng 9 năm 2014, cô đóng vai chính Margo Roth Spiegelman trong bộ phim chuyển thể từ thiểu thuyết cùng tên Paper Towns. Vai diễn Margo này đã giúp Cara Delevingne nhận được các giải diễn viên triển vọng của CinemaCon Awards và Teen Choice Awards (2015). Tháng 11 năm 2014, Cara tham gia MV ca nhạc mới nhất của Die Antwoord: Ugly Boy. Tháng 12 năm 2014, Cara diễn xuất trong Reincarnation, một bộ phim ngắn của Karl Lagerfeld cho nhãn hiệu Chanel cùng với Pharrell Williams và Geraldine Chaplin. Cùng tháng, có thông tin rằng Cara trở thành diễn viên cho bộ phim điện ảnh Suicide Squad, một bom tấn về Siêu anh hùng dựa trên series truyện cùng tên của DC Comic. Cô đảm nhận vai Enchantress, một kẻ xấu với sức mạnh thần kì. Tháng 5 năm 2015, Cara và nhiều nghệ sĩ tên tuổi khác cùng diễn xuất trong video ca nhạc Bad Blood của nữ ca sĩ nổi tiếng Taylor Swift....

## Phim
| Năm                                         | Tên                             | Character                | notes |
| ------------------------------------------- | ------------------------------- | ------------------------ | ----- |
| 2012                                        |                                 |                          |       |
| Anna Karenina                               | Công chúa Sorokina              |                          |       |
| The Face of an Angel (Bộ Mặt Thiên Thần)    |                                 |                          |       |
| 2014                                        | Melanie                         |                          |       |
| 2015                                        |                                 |                          |       |
| Paper Towns (Những thành phố giấy)          | Margo Roth Spiegelman           |                          |       |
| Pan Và Vùng Đất Neverland                   | Nàng tiên cá                    |                          |       |
| 2016                                        | Suicide Squad (Biệt đội cảm tử) | June Moone / Enchantress |       |
| 2016                                        | Kids in Love                    | Viola                    |       |
| 2016                                        | London Fields                   | Kath Talent              |       |
| 2017                                        |                                 |                          |       |
| Tulip Fever                                 | Henrietta                       |                          |       |
| Valerian and the City of a Thousand Planets | Laureline                       |                          |       |
| 2020                                        | Life in a year                  | Isabelle                 |       |

### Âm nhạc
Cara có thể hát và chơi trống. Năm 2013 cô thu âm một bản cover acoustic bài hát "Sonnentanz" song ca cùng ca sĩ / nhạc sĩ nhạc Soul và Jazz người Anh Will Heard. Cara cùng với Pharrell Williams làm nên bài hát CC The World, là bài hát được dùng trong bộ phim ngắn của Chanel, đạo diễn bởi Karl Lagerfeld 'Reincarnation' có sự tham gia diễn xuất của cả Cara và Pharrell. Bộ phim được ra mắt công chúng vào ngày mùng 1 tháng 12 năm 2014.

### Trong giới truyền thông
Cara Delevingne được Evening Standard nêu tên là một trong "1000 người có ảnh hưởng nhất trong năm 2011", trong hạng mục "Được mời nhiều nhất".
Tháng 3 năm 2014, cô được tạp chí The Sunday Times Magazine nêu tên trong danh sách " 100 người làm nên thế kỉ 21" (Danh sách những người Anh có sức ảnh hưởng).
Năm 2014, Cara được xếp hạng 6 trong danh sách "Top những người mẫu kiếm tiền nhiều nhất năm", với thu nhập khoảng 3,5 triệu đô la Mỹ....

## Đời tư
Cara Delevingne là người toàn tính luyến ái công khai. Đầu năm 2014, Cara cặp kè với nữ diễn viên Michelle Rodriguez. Tháng 6 năm 2015, Cara xác nhận cô hẹn hò với nữ ca sĩ người Mỹ Annie Clark (St. Vincent) sau đó cả hai đã chia tay
Tháng 5 năm 2018 Cara xác nhận hẹn hò nữ diễn viên Ashley Benson sau một thời gian giữ kín chuyện tình cảm. Họ chính thức công khai với bức ảnh tình tứ trên Instagram
Theo nhiều nguồn tin Cara và Ashley đã kết hôn với nhau trong một buổi lễ bí mật tại một nhà thờ ở Las Vegas
Thông tin đang gây xôn xao khắp các trang báo và mạng xã hội Twitter (6/9/2020) chính là việc Hollywood vừa có thêm 1 cặp mới đó là Cara Delevingne và Halsey. Theo tờ The Sun, cặp đôi mới chỉ hẹn hò thời gian gần đây và hiện tại đang giữ kín mối quan hệ